# Eldar Sengelaja
Eldar Sengelaja grúzul: ელდარ შენგელაია (Tbiliszi, 1933. január 26. – 2025. augusztus 4.) grúz filmrendező, forgatókönyvíró, producer. 1990–2004 között a Grúz Parlament tagja volt.

## Életpályája
Apja Nikoloz Sengelaja filmrendező, anyja Nato Vacsnadze színésznő. Testvére, Giorgi Sengelaja szintén filmrendező. 1957-ben feleségül vette Ariadna Sengelaja színésznőt, 1980-ban elváltak.
Filmrendezői diplomáját a moszkvai Összoroszországi Állami Egyetem Geraszimov Intézetében szerezte 1958-ban. 1957 és 1959 között a Moszfilm Stúdióban, 1960 óta a Grúzia Filmstúdióban dolgozott rendezőként. 
Debütáló filmjét Tamaz Meliava társaságában készítette 1963-ban. A fehér karavánban a pásztorélet nehézségeit mutatta be. Következő munkája Davit Kldiasvili „Mikela” (1964) című történetének filmadaptációja volt. Rezo Gabriadze drámaíróval együtt alkották meg 1969-ben az Egy különleges kiállítás című tragikomédiát, amivel országos elismerést szerzett, melynek társadalmi-politikai utalásai elégedetlenséget okoztak a hivatalos szovjet kritikákban. Azóta is Sengelaja megőrizte rendkívül egyéni filmes hírnevét. 
1977-ben megfilmesítette Kldiasvili művét Szamanisvili mostohaanyja címmel vígjáték formájában. 1984-ben újabb nagy horderejű tragikomédiát készített az alkalmatlan bürokráciáról, A Kék-hegyek, avagy egy hihetetlen történet címmel, mely a szovjet "szociális fikció" műfajának egyik legjobb alkotása.  1984-ben elnyerte az Összoroszországi Filmfesztivál díját és 1985-ben a Szovjetunió Állami Díját. 
Az 1980-as évek nagy sikerei után eltávolodott a mozitól, bekapcsolódott a grúz függetlenségi mozgalomba, amely 1989-ben kapott lendületet.
1976 óta a Grúz Filmművészek Szövetségének elnöke.
1985-ben a 14. Moszkvai Nemzetközi Filmfesztivál zsűrijének tagja volt.  
1992-ben a 42. Berlini Nemzetközi Filmfesztivál zsűrijének tagja volt.

## Politikai pályája
1980-tól 1985-ig, valamint 1989-től 1990-ig Sengelaját, aki akkoriban a kommunista párt tagja volt, beválasztották a szovjet Grúzia Legfelsőbb Tanácsába, 1989 és 1991 között pedig a Szovjetunió Népi Képviselői Kongresszusába. Tagja volt a Szobcsak-bizottságnak, mely a tbiliszi függetlenségpárti tüntetés elleni szovjet katonai fellépést vizsgálta, és amelyhez hangzatos dokumentumfilmet készített. 1989 júliusában Sengelaja a függetlenségpárti Georgiai Népi Front alapító tagja, mérsékelt szárnyának vezetője lett. 1990 októberében beválasztották Grúzia Legfelsőbb Tanácsába az első többpárti választásokon Szovjet Grúziában, és aláírta Grúzia függetlenségi aktusát 1991 áprilisában. Ezt követően ellenzéki volt a Zviad Gamszahurdia kormányzása alatt, melynek a 1992 januári katonai puccsban történt megdöntését követően parlamenti képviselő lett, ahol 1995-től alelnöki posztot töltött be. 1993 májusában szövetkezett a Sevardadze-párti Egység és Jólét nevű civil mozgalommal, melyet több magas rangú értelmiségi alapított. 
1994-ben Sengelaja alapító tagja lett az Eduard Sevardnadze elnökletével működő Grúz Polgárok Uniójának, és csatlakozott a Zurab Zsvania vezette „reformista” frakciójához, amelyhez 2002-ben csatlakozott Sevardnadze ellenzékében. Erre válaszul hűséges parlamenti képviselői sikertelenül próbálták eltávolítani Sevardnadzét. 2003-ban támogatta a rózsaforradalmat, amely megdöntötte Sevardnadzét, és 2004-ben újra beválasztották a grúz parlamentbe a Nemzeti Mozgalom–Demokrata szövetség színeiben. Még abban az évben visszavonult az aktív politikától. 
2008-ban az Állami Heraldikai Tanács elnökévé nevezték ki. 
2009. április 12-én Shengelaia megkapta a Szent György Győzelmi Rendet, Grúzia egyik legmagasabb polgári kitüntetését, amiért "részt vett az 1989. április 9-i tbiliszi események kivizsgálásában és dokumentumfilmjével megmutatta a világnak az igazságot".

## Filmográfia
- 1957 – "A jégszív legendája"
- 1959 – "A hótündér meséje"
- 1964 – "A fehér karaván"
- 1965 – "Mikela"
- 1968 – "Különleges kiállítás"
- 1973 – "Az excentrikusok"
- 1974 – "Csodabogarak"
- 1978 – "Szamanisvili mostohaanyja"
- 1984 – "A Kék-hegyek, avagy egy hihetetlen történet"
- 1993 – "Express Information"
- 1996 – "Dog Rose"
- 2016 – "Kaukázusi Trió"
- 2017 – "A szék"
- 2019 – "Nos"
- 2020 – "A kút"
- 2021 – "Simghera"
- 2022 – "Élj sokáig"

## Díjai, elismerései
- Grúzia Lenin Komszomol-díja (1967)
- A Munka Vörös Zászló Érdemrendje (1976)
- A Grúz Szovjet Szocialista Köztársaság népművésze (1979)
- A Szovjetunió Állami Díja (1985)
- Lenin-rend (1986)
- A Szovjetunió népművésze (1988)
- Sota Rusztaveli-díj (1998)
- Szent György Győzelmi Rend (2009) [5]
- Szent György aranyrend (2013)
- Nyika-díj (2017)
- Tbiliszi díszpolgára (2022) [6]

## Fordítás
Ez a szócikk részben vagy egészben  a(z)   ელდარ შენგელაია című grúz Wikipédia-szócikk fordításán alapul.  Az eredeti cikk szerkesztőit annak laptörténete sorolja fel. Ez a jelzés csupán a megfogalmazás eredetét és a szerzői jogokat jelzi, nem szolgál a cikkben szereplő információk forrásmegjelöléseként.